# Koszwały
Koszwały [pronunciación en polaco: /kɔʂˈfawɨ/] (en alemán: Gottswalde) es un pueblo en el distrito administrativo de Gmina Cedry Wielkie, dentro del Distrito de Gdańsk, Voivodato de Pomerania, en el norte de Polonia. Se encuentra aproximadamente 7 kilómetros al noroeste de Cedry Wielkie, 12 kilómetros al este de Pruszcz Gdański, y 14 kilómetros al sudeste de la capital regional, Gdańsk.
El pueblo tiene una población de 710 habitantes.